# Ісаак Комнін (син Олексія I)
Ісаа́к Ко́мнін (грец. Ἰσαάκιος Κομνηνός; 16 січня 1093, Константинополь — після 1152, Константинополь) — третій син візантійського імператора Олексія І Комнина й Ірини Дукині. Після смерті батька підтримав свого молодшого брата Іоанн у боротьбі за престол. Отримав від нього титул севастократора. Згодом розсварився з Іоанном й покинув Візантію на декілька років. 20 липня 1104 року одружився з галицькою княжною Іриною Володарівною. 1143 року намагався забрати престол у сина Іоанна — Мануїла. За волею свого небожа відправлений до монастиря. Батько імператора Андроніка I.